# Ethel Shannon
Ethel Shannon, née le 22 mai 1898 et morte le 10 juillet 1951, est une actrice américaine. Elle joua dans plus de trente films muets du début du XXe siècle.

## Débuts et carrière
Ethel Shannon naquit à Denver (Colorado) de James Shannon et Agnes Knight.
À la fin de ses études, elle déménagea à Hollywood où on lui proposa assez vite d’être figurante dans un film. Cette figuration nécessita plusieurs jours de tournage, et, avant qu’elle ne quitte le studio, on lui offrit un rôle dans une comédie de Bert Lytell (Easy to Make Money, 1919) qui marqua le début de sa carrière.
Après avoir joué Gwendolyn, l’Américaine dans Le Souffle des dieux (The Breath of the Gods, 1920), réalisé par Tsuru Aoki et produit par Universal, Ethel Shannon remplaça Josephine Hill dans le rôle principal aux côtés d’Hoot Gibson, star d’Universal pour les westerns. Ethel Shannon signa plus tard un contrat avec B. P. Schulberg et devint une actrice souvent employée, jusqu’à être choisie par B. P. Schulberg pour avoir le rôle féminin principal dans sa production la plus extravagante, Daughters of the Rich (1923), tiré d’un livre d’Edgar Saltus,.
Elle fut désignée comme étant l’un des WAMPAS Baby Stars de 1923 aux côtés d’Eleanor Boardman, Evelyn Brent, Dorothy Devore, Virginia Brown Faire, Betty Francisco, Pauline Garon, Kathleen Key, Laura La Plante, Margaret Leahy, Helen Lynch, Derelys Perdue et Jobyna Ralston.
Elle tourna avec Harry Carey The Texas Trail (1925) et le New York Times la considéra comme un des meilleurs choix pour les rôles principaux dans ce genre de photoplay. Malgré une bonne critique et un futur prometteur, la dernière apparition d’Ethel Shannon fut le rôle de Ruth Morris dans Through Thick and Thin (1927) avec William Fairbanks. Elle se retira ensuite pour se consacrer à sa vie familiale et « faire carrière à la maison ».

## Vie personnelle
Elle fut d’abord mariée au courtier Robert Cary, dont elle divorça pour épouser Joseph Jackson (1894-1932) ,,, scénariste et ancien attaché de presse. Ils eurent un fils, Joseph Shannon Jackson. À une soirée de 1927 en l’honneur des nouveaux mariés Charles Kenyon et Jane Winton, Ethel Shannon « était encore trop jolie pour quitter l’écran », mais elle se déclara contente de son choix : « en venant ici, j’ai pensé à tous les roux célèbres de l’Histoire comme pour oublier que j’avais fait moi-même le dîner à la maison ! Que penserait mon public s’il savait que j’avais moi-même épluché les patates ? »
Son mariage avec Joe Jackson se termina en 1932 quand il se noya à Laguna Beach.

## Dernières années
Il semble qu’elle ne se remaria pas, malgré plusieurs annonces contraires. En août 1935, un article du Los Angeles Times constata que « la piquante rousse » allait sortir de sa retraite en signant un contrat de longue durée avec Warner Bros, qui débuterait par un rôle important dans Stars Over Broadway (1935). La cause de ce qui changea son retour à l’écran n’est pas connue avec certitude, mais elle eut finalement un rôle non crédité dans ce film dont les rôles principaux étaient tenus par Pat O’Brien et Jane Froman.

## Filmographie partielle
- 1919 : L'Enfer des villes (John Petticoats) de Lambert Hillyer : Rosalie Andre
- 1919 : L'Express 330 (Easy to Make Money) de Edwin Carewe : Katherine Fowler
- 1920 : Le Souffle des dieux (The Breath of the Gods) de Rollin S. Sturgeon : Gwendolyn
- 1921 : The Hope Diamond Mystery de Stuart Paton : Lady Hale
- 1923 : Maytime de Louis Gasnier : Ottilie Van Zandt
- 1923 : The Girl Who Came Back de Tom Forman : Belle Bryant
- 1924 : So This Is Paris de Erle C. Kenton : rôle indéterminé
- 1925 : The Texas Trail (en)
- 1925 : Speed Wild de Harry Garson
- 1925 : The Phantom Express de John G. Adolfi : Nora Lane
- 1925 : La Marraine de Charley
- 1926 : The Buckaroo Kid de Lynn Reynolds: Lyra Radigan
- 1926 : Through Thick and Thin de Jack Nelson et B. Reeves Eason : Ruth Morris